# 长春高新技术产业开发区
长春高新技术产业开发区，简称高新区，是位于中国吉林省长春市的国家级高新技术产业开发区。该开发区成立于1988年，2016年交由长春新区管委会代管。

## 历史
1988年5月，吉林省人民政府发出《关于建立长春南湖-南岭新技术工业园区的决定》（吉政发[1988]40号），决定建立“长春南湖-南岭新技术工业园区”(简称“南南园区”)，以长春市的南湖-南岭地区为中心，划出30平方公里左右的区域，建立外向型的新技术工业园区。
1991年3月，国务院发出《关于批准国家高新技术产业开发区和有关政策的规定的通知》（国发〔1991〕12号），批准国家科委审定的21个高新技术产业开发区为国家高新技术产业开发区，包括“长春南湖-南岭新技术工业园区”。
1991年12月，国家科委发出《关于审定部分国家高新技术产业开发区区域范围、面积的函》（1991国科发火字918号），同意将“长春南湖-南岭新技术工业园区”改名为“长春高新技术产业开发区”。面积为19.11 km2，其中政策区面积为16.11 km2，集中新建区面积为3km2。
1999年6月29日，长春市人民政府办公厅印发《关于长春市部分调整行政区划工作实施方案的通知》（长府办发〔1999〕32号），将朝阳区双德乡委托给长春高新技术产业开发区管委会代管。
2000年9月，国家科技部批准土地面积置换，集中新建区面积增加到13.03km2，政策区缩减为6.08km2。
2003年2月9日，长春市人民政府发出《关于将朝阳区富锋镇万顺村、拉洛村和富强村交高新技术产业开发区代管的通知》（长府发〔2003〕2号），将朝阳区富锋镇万顺村（11.69平方公里）、拉洛村（7.74平方公里）和富强村（10.17平方公里）按原管辖自然界线整建制移交高新技术产业开发区管委会，划归双德乡管辖。
2007年11月27日，长春市人民政府办公厅发出《关于将宽城区奋进乡兴华、太平村移交由高新技术产业开发区代管的通知》（长府办发〔2007〕48号），将宽城区奋进乡兴华、太平两村（总面积约21平方公里）整建制交由高新技术产业开发区代管，将原苗苗集团的国有农用地7.86平方公里一并划归高新技术产业开发区代管。
2009年6月29日，长春市人民政府办公厅发出《关于将宽城区“北湖”区域交由高新技术产业开发区代管的通知》（长府办发〔2009〕27号），将宽城区奋进乡和所辖一间村（15.27平方公里）、隆西村（12.62平方公里）、隆北村（15.70平方公里）3个村整建制划归高新技术产业开发区代管。原北郊监狱、北郊农场（计18.82平方公里）及辖区内的长春市第二十七中学和北郊小学的行政管辖及社会管理一并交由高新技术产业开发区代管。
2010年，在朝阳区成立硅谷街道，由高新技术产业开发区管委会代管。硅谷街道办事处区域界限为：北至超达大路，西至育民路、丙三路、丙四路、绕城高速，东至永春公园东边界线、八一水库西水域淹没线，南至绕城高速。区域面积为29.889平方公里，辖万顺、拉洛、富强三个村。现有常住人口3901户12132人，流动人口8012人。至此，高新区辖硅谷街道，双德乡、奋进乡。
2015年，长春市人民政府发出通知，九台区卡伦湖镇龙泉村、南岗子村、幸福村和德惠市三胜村划归长春高新区代管，由奋进乡代管。
2016年，根据吉林省民政厅《关于设立长春市宽城区北湖街道办事处和长德街道办事处的批复》（吉民行批【2016】1号）：经省政府批准，同意设立宽城区北湖街道，北湖街道办事处驻宽城区龙湖大路1号。高新区设立北湖街道。
2016年2月3日，国务院发出《关于同意设立长春新区的批复》（国函〔2016〕31号），同意设立长春新区。长春新区范围包括长春市朝阳区、宽城区、二道区、九台区的部分区域，规划面积约499平方公里。5月9日，中共吉林省委、省政府发出《关于支持长春新区创新发展的若干意见》（吉发[2016]16号），设立长春新区党工委和长春新区管委会，分别为中共吉林省委、吉林省人民政府的派出机构，委托长春市管理。长春新区依托长春高新技术产业开发区组建。8月8日，中共长春市委、长春市人民政府发出《关于支持长春新区创新发展的实施意见》，长春新区代管长春高新技术产业开发区，直管长春空港经济开发区、长德经济开发区、长春北湖科技开发区。2016年5月，高新区北区独立出去改为设置北湖科技开发区管理委员会，代管北湖街道、奋进乡。
2020年6月28日，吉林省民政厅发出《关于长春市朝阳区和绿园区部分行政区划调整的批复》（吉民行批〔2020〕3号），撤销双德乡，设立双德街道、飞跃街道；增设超越街道。